# Australians Against Further Immigration
Australians Against Further Immigration (AAFI)  war eine australische Partei, deren Mitglieder sich selbst als „Öko-Nationalisten“ bezeichneten. Sie war gegen Bevölkerungszuwachs durch Immigration, weil dies schädlich für das Land und dessen Umwelt sei. Die Partei wurde 1989 gegründet, 1990 registriert und 2008 aufgelöst. 

## Geschichte
Die Partei wurde 1989 von Rodney und Robyn Spencer gegründet, den Eltern des Schauspielers Jesse Spencer. Sowohl auf Staats- als auch Bundesebene waren beide regulär als Kandidaten vertreten, ohne je einen Sitz gewonnen zu haben. Von den Gegnern der Partei hört man immer wieder Vorwürfe, sie sei rassistisch und habe Verbindungen zur einheimischen rechten Szene, der Australian League of Rights. 1994 wurde ein AAFI-Kandidat von Franca Arena im Parlament von New South Wales wahrheitsgemäß mit den Worten zitiert: 

„Meine Politik in Bezug auf Flüchtlinge und Illegale ist es, eine zweite Yallah-Fleischfabrik zu eröffnen, dabei 500 lokale Arbeitsplätze zu schaffen und diese zu Blut und Knochen zu verarbeiten.“

Nachdem die Partei im Jahr 2005 nicht nachweisen konnte, dass sie noch immer das Minimum an Mitgliedern hat, um zur Wahl zugelassen zu werden, strich die australische Wahlkommission die Partei von ihren Listen. Im März 2007 versuchte die AAFI, 56 Kandidaten ins Unterhaus von New South Wales zu bringen, und konnte 1,6 % der Stimmen des Oberhauses erreichen. Am Ende reichte es allerdings für keinen der Kandidaten, gewählt zu werden.
Am 21. März 2007 gaben Parteivertreter beim Lokalradio ABC an, dass man als eines der Wahlkampfthemen die Abschiebung aller seit 1990 ins Land gekommenen Migranten vorsehe, um so die Wasserengpässe und die Schwierigkeiten mit dem Klimawandel in den Griff zu bekommen. 2008 wurde die Partei aufgelöst.